# Emilio Tovar Palomino
Emilio Tovar Palomino fue un político peruano.
Fue elegido en 1907 como diputado suplente de la provincia de Huancayo, en el departamento de Junín siendo reelegido en 1913, junto a Rodrigo Peña Murrieta, Leonidas Ponce y Cier y Ernesto L. Ráez quienes fueron elegidos como diputados titulares o propietarios. Cumplió su mandato durante los gobiernos de Guillermo Billinghurst, Oscar R. Benavides y el segundo gobierno de José Pardo.